# Hose
Hose är en by i civil parish Clawson, Hose and Harby, i distriktet Melton, i grevskapet Leicestershire i England. Byn är belägen 29,1 km från Leicester. Orten har 587 invånare (2015). Hose var en civil parish fram till 1936 när blev den en del av Clawson and Harby. Civil parish hade 421 invånare år 1931. Byn nämndes i Domedagsboken (Domesday Book) år 1086, och kallades då Hoches/Howes.